# Carlos Baleba
Carlos Noom Quomah Baleba (Douala, Littoral, 2004. január 3. –) kameruni válogatott labdarúgó, a Premier League-ben szereplő Brighton & Hove Albion középpályása.

## Pályafutása

### Klubcsapatokban

#### Lille
Baleba 2022 januárjában igazolt a Ligue 1-ben szereplő Lille csapatához, miután több más európai csapat is le akarta szerződtetni. Joffrey Baziével együtt érkezett a csapathoz, a két afrikai játékost az ötödosztályban szereplő Lille B-hez küldték.
Annak ellenére, hogy a 2021–2022-es szezonban többször is a cserepadon szerepelt a felnőtt csapatban, a 2022–2023-as idényig kellett várni a debütálására Paulo Fonseca alatt. 2022. augusztus 7-én játszott először, Angel Gomes cseréjeként állt be az Auxerre ellen.

#### Brighton and Hove Albion
2023. augusztus 29-én a Brighton & Hove Albion bejelentette Baleba leszerződtetését. A játékos szeptember 24-én mutatkozott be a Brighton Bournemouth elleni 3–1-es győzelem során, Mahmoud Dahoud cseréjeként. Október 8-án játszott először kezdőként, a Liverpool elleni 2–2-es döntetlennel záródó mérkőzésen.
2024. szeptember 18-án Baleba megszerezte az első gólját a csapatban, a Wolverhampton Wanderers elleni 3–2-es győzelem során, a ligakupa harmadik fordulójában. Egy héttel később ismét betalált, a Chelsea elleni 4–2-es vereségük során. 2025. április 26-án Baleba megnyerte a mérkőzést csapatának, mikor a hosszabbításban betalált a West Ham United ellen, amely gólját a hónap legjobbjának választották.

### A válogatottban
2024. június 8-án mutatkozott be a kameruni válogatottban, a Cape Verde elleni 4–1-es világbajnoki selejtező közben. 80 percet játszott kezdőként.

## Statisztika

### Klubcsapatokban
2025. május 25-i mérkőzések alapján
| Csapat                 | Szezon           | Bajnokság              | Bajnokság | Bajnokság | Kupa | Kupa  | Ligakupa | Ligakupa | Nemzetközi | Nemzetközi | Összesen | Összesen |
| Csapat                 | Szezon           | Osztály                | P.        | Gólok     | P.   | Gólok | P.       | Gólok    | P.         | Gólok      | P.       | Gólok    |
| ---------------------- | ---------------- | ---------------------- | --------- | --------- | ---- | ----- | -------- | -------- | ---------- | ---------- | -------- | -------- |
| Lille B                | 2021–2022        | Championnat National 3 | 9         | 1         | —    | —     | —        | —        | —          | —          | 9        | 1        |
| Lille B                | 2022–2023        | Championnat National 3 | 4         | 0         | —    | —     | —        | —        | —          | —          | 4        | 0        |
| Lille B                | Összesen         | Összesen               | 13        | 1         | —    | —     | —        | —        | —          | —          | 13       | 1        |
| Lille                  | 2022–2023        | Ligue 1                | 19        | 0         | 2    | 0     | —        | —        | —          | —          | 21       | 0        |
| Lille                  | 2023–2024        | Ligue 1                | 2         | 0         | —    | —     | —        | —        | —          | —          | 2        | 0        |
| Lille                  | Összesen         | Összesen               | 21        | 0         | 2    | 0     | —        | —        | —          | —          | 23       | 0        |
| Brighton & Hove Albion | 2023–2024        | Premier League         | 27        | 0         | 3    | 0     | 1        | 0        | 6          | 0          | 37       | 0        |
| Brighton & Hove Albion | 2024–2025        | Premier League         | 34        | 3         | 4    | 0     | 2        | 1        | —          | —          | 40       | 4        |
| Brighton & Hove Albion | Összesen         | Összesen               | 61        | 3         | 7    | 0     | 3        | 1        | 6          | 0          | 77       | 4        |
| Karrier összesen       | Karrier összesen | Karrier összesen       | 95        | 4         | 9    | 0     | 3        | 1        | 6          | 0          | 113      | 5        |

1. ↑  Pályára lépések az Európa-ligában

### A válogatottban
2025. március 25-i mérkőzések alapján
| Válogatott | Év       | Pályára lépések | Gólok |
| ---------- | -------- | --------------- | ----- |
| Kamerun    | 2024     | 5               | 0     |
| Kamerun    | 2025     | 2               | 0     |
| Összesen   | Összesen | 7               | 0     |

## Díjak és sikerek
Egyéni
- Brighton & Hove Albion – A szezon fiatal játékosa: 2024–2025[17]
- Premier League – A hónap gólja díj: 2025. április[18]
- The Athletic – Alternatív Premier league Év Csapata: 2024–2025[19]